# Батдэлгэрийн Нандинцэцэг
Батдэлгэрийн Нандинцэцэг (монг. Батдэлгэр Нандинцэцэг; 15 октября 1993) — монгольская шашистка (международные шашки и шашки-64), бронзовый призёр чемпионата Азии 2016 года по международным шашкам, чемпионка Монголии 2012 года по международным шашкам. Мастер ФМЖД среди женщин.
FMJD-Id: 16115